# 독사여론
《독사여론》(読史余論, とくしよろん)은 일본 에도 시대(江戸時代)의 학자이자 정치가였던 아라이 하쿠세키(新井白石)가 저술한 일본의 정치사(政治史) ・ 사론(史論)이다.

## 성립
하쿠세키 본인이 쓴 《독사여론》의 자발(自跋)에는 「이 세 책은 쇼토쿠(正徳) 2년(1712년) 봄, 여름 동안에 자리를 해 주셔서 고금(古今)을 논해 말씀드릴 때의 강장(講章)의 초본이다」(右三冊ハ正徳二年春夏之間、座ヲ賜テ古今ヲ論ジ申セシ時ノ講章ノ草本也)라고 되어 있는데 실제로는 초본이 완성된 것은 그 이전이라는 것이 자발을 통해 알 수 있다. 하쿠세키가 주군으로 섬겼던 쇼군 이에노부(家宣)에게 《통감강목》(通鑑綱目)을 진강하면서 일본 고래의 치란흥망(治乱興亡)의 연혁에 깊은 관심을 보였던 이에노부를 위해 이 책을 저술한 것이다. 다시 말해 이에노부의 역사에 대한 질문에 대해 하쿠세키 자신이 총괄적으로 개진한 내용들을 모은 것이 바로 이 《독사여론》인 것이다. 
저자 아라이 하쿠세키 생전에 《독사여론》은 이미 초본과는 별도로 두 종의 사본이 있었다. 아라이 하쿠세키가 관직에서 물러나고 그로부터 6년이 지난 1722년 어느 날 하쿠세키가 문하생 도이 모토나리(다이라노 모토나리)와 지나간 선대의 일을 회고할 때까지 《독사여론》은 회중용 강장인 채로 전해지고 있었다. 이후 도이 모토나리가 하쿠세키의 자필 초본을 글자를 분간하기 쉽도록 원본보다 글씨를 약간 크게 해서 필사하고 이 사본에 하쿠세키는 자발을 붙였다(모토나리본). 하쿠세키의 둘째 아들인 요시노리도 도이 모토나리의 사본을 바탕으로 부본을 만들려 하였으나 1723년 5월에 타계하였고, 요시노리의 외숙 아사쿠라 가게히라(朝倉景衡)가 문하생에게 명해 그 사업을 계속하게 해서 그 해 11월에 완성할 수 있었다(요시노리본).
《독사여론》은 처음 완성되었을 때는 총5책(상권 2책, 중권 1책, 하권 2책)으로 나누었고, 110년 뒤인 1840년에도 이리타니(入谷)의 나카타 아키타다(仲田顯忠)가 목활자로 짜서 6책본으로 출판하였다. 이때 저본의 중권 끝에 있던 한문체의 하쿠세키의 발문을 하권 권말로 옮겼으며, 18년 뒤인 1858년에는 하기와라 유가 후지와라 기요미쓰(하쿠세키의 외손자)가 필사해 두었던 5책본의 사본을 저본으로 12책본을 간행하였다. 이밖에 기요미쓰의 사본을 저본으로 1906년 《아라이 하쿠세키 전집》 제3, 1927년 간행한 《일본고전전집》 그리고 요시노리본을 저본으로 하는 《참고독사여론》이 간행되었다.

## 구성 ・ 내용
《독사여론》은 3권으로 이루어져 있고, 크게 두 부분으로 나뉜다. 우선 제1권 첫머리에 총론을 싣고, 일본에 있어서 「천하의 대세(大勢)」가 후지와라 정권의 성립 이후 「구변」(九変) 즉 아홉 번을 바뀌어 무가(武家)의 시대가 되었으며 나아가 「오변」(五変) 즉 다섯 번을 바뀌어 도쿠가와 정권이 성립되었다는 전체 구상, 즉 ｢천하구변오변설｣(天下九変五変説)을 주창하였다. 셋칸정치(摂関政治)의 개시를 경계선으로 「상고」(上古)와 그 이후의 시대로 구분하는 방법은 이미 《신황정통기》(神皇正統記)를 원용한 것으로 생각되고 있는데, 단순히 《신황정통기》를 추종하지 않고 이 책이 지향하는 무가 시대의 성립을 해명하기 위해 이러한 방법을 세운 것이다. 
하쿠세키는 역사의 발전을 「대세」라고 보았고, 그 체제의 전환을 「변화」(変)라고 표현하였으며, 이 변화에 따라 시대를 구획하여 역사를 서술하는 방법을 취하였다. 이 '변화'를 일으키는 원동력으로써 덕(徳)과 부덕(不徳)이라는 유교 관념을 차용해, 정치실권이 천황에서 셋칸케(摂関家) ・ 상황(上皇) ・ 겐지(源氏) ・ 호조씨(北条氏)로 넘어가게 되었다는 경위를 설명한다. 이는 실제로는 천하의 대세 그것이 아니라 이를 좌우했던 주권자 교대의 역사에 지나지 않는 것으로 현대 정치사라는 개념과는 다른 오로지 상층 지배층의 개인적인 동향에만 집중하여 그것을 가지고 '천하의 대세'라는 것을 논하고 있다. 이는 처음부터 이 책을 진강한 목적이 오직 쇼군 이에노부를 상대로 당대 도쿠가와 씨의 정권 장악의 유래를 설명하기 위한 것이었고, 또 당시의 역사관 일반이 주권자 중심이었기 때문이기도 하다. 
또 하쿠세키는 중세 일본의 정치사를 구게(公家) 세력과 무가(武家) 세력의 성립으로 파악하고 그 위에 의례적 존재로써의 천황이 있다고 보았다. 제1권에서는 구게가 차츰 쇠퇴하는 과정을 중심으로 제2권에서는 상고로 거슬러 올라가 무가의 성립과 발흥의 대세를 서술하고 제1권의 6・7・8・9의 「변화」는 제2권의 1・2의 「변화」는 시대적으로 중복된다. 이는 일본의 천황 ・ 구게 ・ 무가의 삼중 정치체제에서 유래하는 성쇠교차를 서술하기 위해 하쿠세키가 의도한 구성이었다.
일본의 천황, 구게, 무가의 복잡한 삼중 정치 체제를 파악하는 데에는 중국풍의 기전체 혹은 편년체 형식이 적합하지 않다는 것을 《대일본사》나 《본조통감》이 여실히 보여 주기 때문에 하쿠세키는 구게와 무가를 대립자로써 취급하고 양 세력의 상관관계, 성쇠 교체의 과정을 이원적, 입체적으로 서술하고자 하였다. 권1에서부터 권4에서는 구게가 점차 후퇴하는 과정을 중심으로 서술하고 권5이후는 상고로 소급해서 일본에서 무관의 기원부터 쓰기 시작하여 문무관직의 세습화, 헤이안 시대 후기의 지방소란을 계기로 무가가 발흥하는 대세를 논하고 구게 세력과 대립하면서 가마쿠라 막부부터 호조 씨로 천하의 실권이 미묘하게 옮아 가는 과정을 서술하였고, 고다이고 천황(後醍醐天皇)의 중흥 정치의 실패부터 아시카가 정권의 성립으로의 대세의 추이를 논해 무가 정치 출현의 필연성과 도쿠가와 쇼군가 정권의 정당성을 논증한 것이다. 이는 중국사의 형식을 빌리는 것보다 훨씬 자연스러운 일본사 파악 방식이라 할 수 있다.
본문의 모든 곳에 「살피건대」(按ずるに)로써 중요사건이나 인물에 대한 비평을 더하고 쇼군 이에노부의 시정에 대한 참고로써 제공, 정치적 감계를 행하는 점이 이 책의 특징이다. 이는 중국사에 보이는 논찬에 해당하는 것으로 하쿠세키가 유교적 역사관을 계승하고 있음을 증명한다.

## 평가
주자학의 입장에서 《신황정통기》의 영향을 받았으며 '부덕한 자'로써 신기(神器)를 가졌던 고다이고 천황과 남조(南朝) 정권을 정통(正統)으로 보면서도 인물로써의 아시카가 다카우지(足利尊氏)의 '덕'을 변호하는 등 평가가 흔들리는 경우가 많다는 것이 주목된다.
나아가 '대세의 변화'라 해도 소수 지배층이나 개인의 동향에만 시점을 집중하고 있다는 후쿠자와 유키치(福澤諭吉)의 비판이 있으며, 에도 막부를 정당화하기 위해서 인물평가를 이래저래 다소 치우치게 했다는 모순된 점들을 포함하더라도, 일본사에 있어 설득력 있는 시대 구분을 최초로 도입해 정치사를 서술하는 것을 가능하도록 하였다는 공적만큼은 의심할 나위가 없다.

## 일본 현대어역 및 한국어 번역
《독사여론》은 근현대 일본에서 고전으로써 여러 차례 현대어역이 간행되었다. 
- 「読史余論」 『日本思想大系35　新井白石』(益田宗 교주, 이와나미 서점岩波書店)
- 『読史余論』(村岡典嗣 교정, 이와나미 문고岩波文庫). 초판은 패전 전에 간행되었다.
- 『日本の名著15　新井白石』(横井清 역, 주오공론사中央公論社). 현대어역이다.

- 개정판 『新井白石 「読史余論」 現代語訳』 講談社学術文庫、2012

한국에서는 세창출판사에서 한국연구재단 학술명저번역총서 동양편548로써 2015년 《독사여론》의 한국어 역주번역본 (역자 박경희)이 출간되었다. (해당 번역 저본은 나이토 덴에몬의 간행본을 저본으로 삼았다).